# Lombo branco de Portalegre

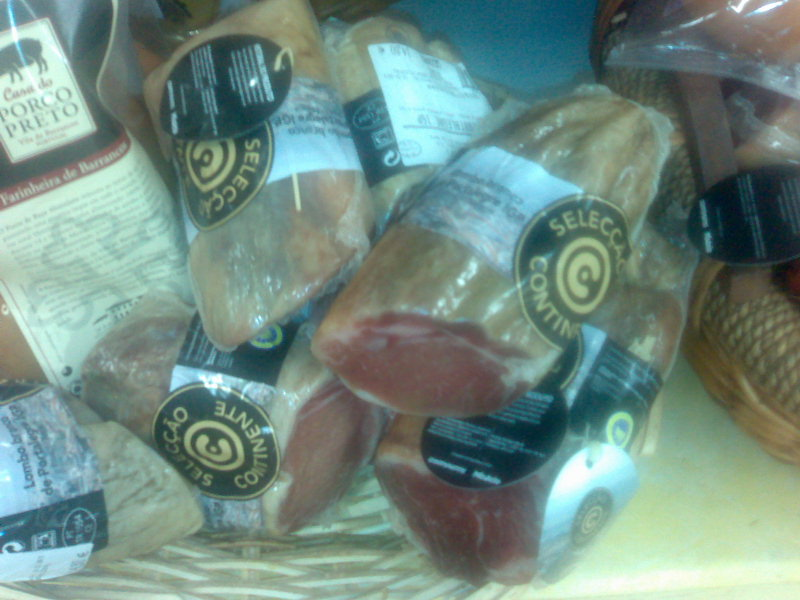
Lombo branco de Portalegre.

Lombo Branco de Portalegre IGP é um enchido típico de Portalegre, na região do Alentejo, em Portugal.
Desde 27 de setembro de 1997, o "Lombo Branco de Portalegre" é uma Indicação Geográfica Protegida (IGP) pela União Europeia (UE).
É preparado com lombo de porco de raça alentejana, temperado com sal, alho seco e vinho da região. O invólucro pode consistir nas peles das banhas ou no ceco do porco.
Apresenta um aspecto direito e forma cilíndrica, sendo atado com um fio de algodão nas extremidades. Possui normalmente um comprimento entre os 15 cm e os 50 cm e um diâmetro entre os 4 cm e os 8 cm. Quando cortado, apresenta-se como uma peça maciça, de cor rosada com laivos de branco. É pouco salgado e, por vezes, ligeiramente picante. Não é fibroso, apresentando-se normalmente macio.
As primeiras referências a este produto encontram-se em registos paroquiais datados de 1750.

## Área geográfica
A área geográfica de transformação do Lombo Branco de Portalegre IGP é delimitada, desde 1996, aos concelhos de Alter do Chão, Arronches, Avis, Campo Maior, Castelo de Vide, Crato, Elvas, Fronteira, Gavião, Marvão, Monforte, Nisa, Ponte de Sor, Portalegre e Sousel, todos do distrito de Portalegre.

## Agrupamento gestor
O agrupamento gestor da indicação geográfica protegida "Lombo Branco de Portalegre" é a NATUR-AL-CARNES - Agrupamento de Produtores Pecuários do Norte Alentejano, S.A..